# 1940年のNFL
1940年のNFLは、NFLの21年目のシーズンである。
シーズン開幕前、ピッツバーグ・パイレーツがピッツバーグ・スティーラーズに名称を変更した。
NFLチャンピオンシップで、シカゴ・ベアーズがワシントン・レッドスキンズを73対0で破り、NFLチャンピオンに輝いた。この試合が、NFL史上最大の点差のついた試合である。

## ドラフト
1939年12月9日にドラフトが行われ、22巡200名が指名された。

## 主なルール変更
- フォワードパスの罰則が5ヤード罰退のみに変更された
- スクリメージラインより後ろからのキックやパスの前に反則が発生した場合、プレースタート地点から罰則が適用されるが、フリーボールにおいて反則が発生した場合や守備側が反則した場合は、反則した地点から罰則が適用されるように変更された。
- これ以上罰退できない状態で反則をした場合は、残り距離の半分の罰退とすることになった。
- エンドゾーン内で攻撃側がパス・インターフェアランスの反則を犯した場合、守備側はプレースタート地点から15ヤード罰退+ダウン喪失かタッチバックのどちらかを選択できることになった。

## 順位表
| 東地区                       |    |    |    |      |      |      |
| チーム                       | 勝 | 敗 | 分 | 率   | 得点 | 失点 |
| ワシントン・レッドスキンズ   | 9  | 2  | 0  | .818 | 245  | 142  |
| ブルックリン・ドジャース     | 8  | 3  | 0  | .727 | 186  | 120  |
| ニューヨーク・ジャイアンツ   | 6  | 4  | 1  | .600 | 131  | 133  |
| ピッツバーグ・スティーラーズ | 2  | 7  | 2  | .222 | 60   | 178  |
| フィラデルフィア・イーグルス | 1  | 10 | 0  | .091 | 111  | 211  |

| 西地区                   |    |    |    |      |      |      |
| チーム                   | 勝 | 敗 | 分 | 率   | 得点 | 失点 |
| シカゴ・ベアーズ         | 8  | 3  | 0  | .727 | 238  | 152  |
| グリーンベイ・パッカーズ | 6  | 4  | 1  | .600 | 238  | 155  |
| デトロイト・ライオンズ   | 5  | 5  | 1  | .500 | 138  | 153  |
| クリーブランド・ラムズ   | 4  | 6  | 1  | .400 | 171  | 191  |
| シカゴ・カージナルス     | 2  | 7  | 2  | .222 | 139  | 222  |